# مديرية جنوب بانات
مديرية جنوب بانات هي مديرية في صربيا، تتبع فويفودينا، بلغ عدد سكانها 293٬730 نسمة، في 2011، عاصمتها بانتشيفو، تبلغ مساحتها 4٬245٫0 كيلومتر مربع.

## الموقع
تشترك في الحدود مع:
- City of Belgrade  [لغات أخرى]‏.